# М'ясниково
М'я́сниково (рос. Мясниково) — село у складі Далматовського району Курганської області, Росія. Адміністративний центр та єдиний населений пункт М'ясниковської сільської ради.
Населення — 118 осіб (2017, 194 у 2010, 351 у 2002).
Національний склад станом на 2002 рік: росіяни — 86 %.